# DTX3
DTX3 (англ. Deltex E3 ubiquitin ligase 3) – білок, який кодується однойменним геном, розташованим у людей на короткому плечі 12-ї хромосоми. Довжина поліпептидного ланцюга білка становить 347 амінокислот, а молекулярна маса — 37 988.
| 10         |  | 20         |  | 30         |  | 40         |  | 50         |
| ---------- |  | ---------- |  | ---------- |  | ---------- |  | ---------- |
| MSFVLSRMAA |  | CGGTCKNKVT |  | VSKPVWDFLS |  | KETPARLARL |  | REEHRVSILI |
| DGETSDIYVL |  | QLSPQGPPPA |  | PPNGLYLARK |  | ALKGLLKEAE |  | KELKKAQRQG |
| ELMGCLALGG |  | GGEHPEMHRA |  | GPPPLRAAPL |  | LPPGARGLPP |  | PPPPLPPPLP |
| PRLREEAEEQ |  | ESTCPICLGE |  | IQNAKTLEKC |  | RHSFCEGCIT |  | RALQVKKACP |
| MCGRFYGQLV |  | GNQPQNGRML |  | VSKDATLLLP |  | SYEKYGTIVI |  | QYVFPPGVQG |
| AEHPNPGVRY |  | PGTTRVAYLP |  | DCPEGNKVLT |  | LFRKAFDQRL |  | TFTIGTSMTT |
| GRPNVITWND |  | IHHKTSCTGG |  | PQLFGYPDPT |  | YLTRVQEELR |  | AKGITDD    |

A: Аланін

C: Цистеїн

D: Аспарагінова кислота

E: Глутамінова кислота

F: Фенілаланін

G: Гліцин

H: Гістидин

I: Ізолейцин

K: Лізин

L: Лейцин

M: Метіонін

N: Аспарагін

P: Пролін

Q: Глутамін

R: Аргінін

S: Серин

T: Треонін

V: Валін

W: Триптофан

Кодований геном білок за функцією належить до трансфераз. 
Задіяний у таких біологічних процесах, як убіквітинування білків, альтернативний сплайсинг. 
Білок має сайт для зв'язування з іонами металів, іоном цинку. 
Локалізований у цитоплазмі.